# SMS Bodrog
Le SMS Bodrog est le premier nom d'un Monitor ayant servi dans le Marine austro-hongroise puis sous trois pavillons et sabordé trois fois. Naviguant sur le Danube et la Sava, il a tiré les premiers coups de feu de la Première Guerre mondiale et aujourd'hui il sert de jetée. 

## Historique
Le moniteur Bodrog a été construit en 1904, avec le moniteur Temesh, au chantier naval Danubius-Schonischen-Hartmann à Budapest. Il avait un déplacement de 440 tonnes, une longueur de 56,2 mètres, une largeur de 9,5 mètres et un tirant d'eau de 1,2 mètre. Armement : deux canons de 120 mm, canon de 66 m, canon de 40 mm. et cinq mitrailleuses Schwarzlose MG M.07/12 de 7,92 mm. Propulsé par 1 400 ch, sa vitesse est de 13 nœuds. Son blindage sur la coque est de 40 mm et sur le pont de 25 mm. Son rayon d'action est de 500 kilomètres. L'équipage est composé de cinq officiers, 30 sous-officiers et 56 marins.
Sister-ship du Temes, il affecté à la flottille fluviale du Danube. 
Le premier acte d'hostilité de la Première Guerre mondiale a eu lieu le 27 juillet 1914 lorsque les troupes austro-hongroises ont saisi deux bateaux fluviaux serbes transportant des munitions et des mines. Puis, dans la nuit du 28 au 29 juillet, les Serbes ont fait sauter le pont ferroviaire entre les deux pays pour empêcher les Austro-hongrois de l'utiliser pour envahir la Serbie. Les premiers coups de feu réels de la guerre ont été tirés juste après 1h du matin le 29 juillet, lorsque les navires de la marine austro-hongroise sur la rivière Sava ont ouvert le feu sur les sapeurs serbes qui avaient fait sauter le pont et contre la forteresse défendant Belgrade même. Il participe ensuite au combat sur le front roumain.
Dans la nuit du 31 octobre 1918, en raison de l'apparition soudaine de brouillard, le Bodrog s'échoua en soutenant le passage des vestiges de l'armée austro-hongroise de Serbie vers la rive gauche du Danube près de Pancevo. Les remorqueurs envoyés à la rescousse ne purent agir sous le feu de l'artillerie serbe et il fut capturé par les forces serbes.
Il est cédé à la marine du royaume des Serbes, Croates et Slovènes même s'il n'est remis officiellement en service sous le nom de Sava que le 15 avril 1920 dans la Marine militaire yougoslave. 
Lors de l'invasion de la Yougoslavie le 6 avril 1941, le Sava est à Dubovac avec le monitor Vardar. Avec le moniteur Morava, ils doivent se saborder vers une heure le 12 avril, et les équipages embarqués sur deux remorqueurs. Lorsque ces derniers naviguaient sous le pont sur la Sava, juste au-dessus du confluent de la Sava et du Danube, celui-ci est détruit par l'armée yougoslave qui n'avait pas connaissance du passage des bateaux. Le pont s'est effondré sur les navires et sur 110 membres embarqués, 95 ont été tués.
Il est transféré a la Marine de l'État indépendant de Croatie après son renflouement. Il a alors eu un déplacement de 380 tonnes, mesurant 56 × 9,5 × 1,5 m. La motorisation se composait de deux machines à pistons de 515 kilowatts (700 chevaux). Il naviguait à une vitesse de 22,5 km/h et l'équipage était composé de 90 membres. Il était armé de deux canons de 105 mm, d'un canon bitube de 40 mm, d'un canon simple de 40 mm et de quatre canons de 20 mm. 
Le moniteur Sava a été retiré de la flottille fluviale de l'État indépendant de Croatie en 1943. Il a gardé le nom de Sava, et les partisans yougoslaves l'ont sabordé dans la nuit du 8 au 9 septembre 1944 près de Slavonski Brod
Le moniteur a été renfloué et reconstruit en 1952 et introduit dans la flottille de guerre fluviale de la république fédérative socialiste de Yougoslavie sous le nom de Sava. Il est armé de deux canons de 105 mm, trois canons simples de 40 mm et de six canons de 20 mm. 
Il a navigué jusqu'en 1962, puis démoli en 1963. Ses restes servant de jetée a été déclaré bien culturel en 2005 par le ministère de la Culture de la Serbie.